# Vesicularia subscaturiginosa
Vesicularia subscaturiginosa är en bladmossart som beskrevs av Fleischer 1923. Vesicularia subscaturiginosa ingår i släktet Vesicularia och familjen Hypnaceae. Inga underarter finns listade i Catalogue of Life.